# Erin Thorn
Erin Thorn (née le 19 mai 1981 à Orem dans l’Utah) est une joueuse professionnelle de basket-ball de nationalité américaine. Mesurant 1,78 m, elle évolue au poste d’arrière.

## Biographie
Annoncée comme une des pointures du championnat de Ligue féminine de basket (LFB), elle quitte Tarbes avant la fin de saison, en février, à la suite d'une mauvaise entente avec l'équipe. Blessée à la cheville, elle part se soigner aux États-Unis avant la reprise de la saison WNBA 2011.

## Clubs en carrière

### États-Unis
| Saisons   | Équipe                          | Pays       |
| 1999-2003 | Brigham Young University (NCAA) | États-Unis |
| 2003-2008 | Liberty de New York (WNBA)      | États-Unis |
| 2009-2011 | Sky de Chicago (WNBA)           | États-Unis |
| 2012      | Lynx du Minnesota (WNBA)        | États-Unis |
| 2013      | Fever de l'Indiana (WNBA)       | États-Unis |

### Europe
| Saisons   | Équipe                 | Pays    |
| 2003-2004 | Bnei Yehoudah Tel-Aviv | Israël  |
| 2007-2008 | Paniónios Néa Smýrni   | Grèce   |
| 2008-2009 | Panathinaïkós Athènes  | Grèce   |
| 2010-2011 | Tarbes GB              | France  |
| 2011-2012 | TED Ankara Kolejliler  | Turquie |